# Квебецький симфонічний оркестр
Квебе́цький симфоні́чний орке́стр (фр. Orchestre symphonique de Québec) — канадський симфонічний оркестр, розташований у місті Квебек.
Заснований 1902 року. Серед помітних сторінок в історії оркестру — робота над балетом Сергія Прокоф'єва «Ромео і Джульєтта» під керівництвом Серджіу Челібідаке і цикл симфоній Густава Малера під керівництвом Йоава Тальмі, який був початий в 1996 р. і завершився у 2008 р. грандіозним виконанням Восьмої симфонії, приуроченим до 400-річчя міста.

## Музичні керівники
- Жозеф Везіна (1902—1924)
- Роберт Толбот (1924—1942)
- Едвін Беланже (1942—1951)
- Вільфрід Пеллетьє (1951—1966)
- Франсуа Берньє (музикант) (1966—1968)
- П'єр Дерво (1968—1975)
- Джеймс Де Прист (1976—1983)
- Саймон Стрітфілд (1983—1991)
- Паскаль Верро (1991—1998)
- Йоав Тальмі (з 1998 р.)